# Римское завоевание Иллирии
Ри́мское завоева́ние Илли́рии — серия военных кампаний (229 до н. э. — 9 год), закончившаяся покорением римлянами территории Иллирии.

## Иллирийские войны. Образование провинции
Римляне вошли в соприкосновение с иллирийскими племенами в последней трети III века до н. э., в самом начале своего проникновения на Балканы. В результате двух иллирийских войн под властью Рима оказалась прибрежная область Далмации к югу от Наренты (Неретва). После образования провинции Македонии в 146 до н. э. эти земли перешли под управление её наместника. Последующие военные походы несколько расширили римские владения. В 118 до н. э., либо в 59 до н. э. была образована отдельная провинция Иллирик. К тому времени власть римлян распространялась лишь на прибрежные районы, внутренние области ещё предстояло завоевать.

## Иллирийские кампании середины II — середины I веков до н. э.
Далматы совершали нападения на иллирийских союзников Рима, а сенатское посольство, отправленное улаживать конфликт, принять отказались. В 156 до н. э. против них был направлен консул Гай Марций Фигул, который сначала потерпел поражение, и отступал до самой Наренты, но затем загнал основные силы противника в город Дельминий. Так как этот город был высоко расположен и хорошо укреплён, консул вначале овладел прочими городами далматов, а затем подверг Дельминий обстрелу зажигательными снарядами. Войну продолжал консул 155 до н. э. Сципион Назика.
Племена ардеев и палариев, жившие у устья Наренты, грабили подчинённую римлянам территорию. Не добившись путём переговоров прекращения набегов и возмещения ущерба, римляне направили войска и в 135 до н. э. консул Гай Фульвий Флакк покорил ардеев.
С яподами, жившими к югу от Юлийских Альп, в 129 до н. э. воевал консул Гай Семпроний Тудитан. Вначале он потерпел поражение, затем, благодаря доблести легата Децима Юния Брута, покорителя лузитанов, одержал победу и добился формального подчинения этого племени.
В 119 до н. э. римляне снова объявили войну далматам. По словам Аппиана, те не совершили ничего несправедливого, но консулу Луцию Цецилию Метеллу хотелось получить триумф. Далматы приняли Цецилия как друга, он перезимовал у них в Салоне, а в 117 до н. э. справил триумф за победу в Далмации.
В 115 до н. э. консул Марк Эмилий Скавр вёл войну с карнами.
В 78—76 до н. э. войну в Далмации вёл пропретор Гай Косконий, овладевший большей частью побережья и взявший Салону.

## Первые походы в Паннонию
Против паннонцев (по-видимому, сегестанов) римляне предприняли первый поход ещё в середине II века до н. э. По словам Аппиана, войском командовал какой-то Корнелий; предположительно, либо Гней Корнелий Долабелла, консул 159 до н. э., либо Луций Корнелий Лентул Луп, консул 156 до н. э.. Не исключено, что речь идёт о Корнелии Сципионе Назике, который в 155 до н. э. вёл войну с далматами. Поход был крайне неудачным, «и долгое время последующим консулам было страшно идти на пеонов (паннонцев)». Полагают, что именно к этой войне относится фрагмент Полибия, сохранившийся у Свиды: «Захватив укрепление в начале войны, паннонцы устроили из него опорный пункт и приспособили к хранению добычи».
Второй поход на сегестанов состоялся в 119 до н. э. Аппиан пишет, что казалось, будто сегестаны подчинились консулам Луцию Аврелию Котте и Луцию Цецилию Метеллу, но это было пустой формальностью, поскольку римляне «не добились ни заложников, ни какого-либо другого успеха», сегестаны же «очень высоко возомнили о себе». Одни историки полагали, что римляне достигли города сегестанов Сискии (Сисак), наступая с востока, из Македонии, другие считали, что римские войска двигались с запада, из Аквилеи.

## Войны со скордисками
В результате завоевания Македонии в 148 до н. э. римляне вышли к беспокойной иллирийской границе, и со 141 до н. э. начали длительный период войн с кельтами-скордисками, бывшими в то время сильнейшим из племён Иллирии.
В 135 до н. э. против скордисков с успехом действовал претор Марк Косконий. В 119 до н. э. скордиски начали набеги на Македонию. В 118 до н. э. они разбили римлян при Стобах, в этом сражении погиб претор Секст Помпей, вероятно, дед Помпея Великого. Квестор Марк Анний, собрав подкрепления, отбросил противника. Действия римлян осложнялись тем, что на Македонию вскоре напали дарданы и фракийцы, осадившие в 117 до н. э. Фессалонику. В 114 до н. э. армия консула Гая Порция Катона попала в засаду и была почти полностью уничтожена, самому командующему едва удалось спастись.
Марк Ливий Друз, консул 112 до н. э., успешно боролся со скордисками, отразив их набеги, затем, будучи в 111—110 до н. э. проконсулом Македонии, перешёл в наступление и, по словам Флора, отбросил противника за Дунай. В 110 до н. э. он справил триумф за победу над скордисками. В 110—107 до н. э. войну продолжал Марк Минуций Руф, добившийся успеха в сражении на Гебре (Марица), и получивший в 106 до н. э. триумф за победу над скордисками и трибаллами.
Решительную победу удалось одержать только в 88 до н. э. Пользуясь затруднениями римлян из-за начавшейся войны с Митридатом, скордиски вместе с дарданами и медами предприняли крупный набег на Македонию, прорвались в Грецию, где ограбили многие храмы, в том числе и Дельфийский. Претор Луций Корнелий Сципион Азиатский выступил против скордисков, истребил большую их часть, а оставшихся прогнал к Истру. С дарданами и медами он заключил мир, будучи подкуплен награбленным в храмах золотом.

## Наместничество Цезаря
Цезарь, получивший наместничество над Галлией и Иллириком по закону Ватиния 59 до н. э., посетил провинцию в 56 до н. э., а в 50 до н. э. послал отряд на помощь либурнам, у которых далматы и другие племена отобрали город Промону. Этот отряд был полностью уничтожен иллирийцами, и Цезарь не смог их наказать, поскольку началась война с Помпеем.
Яподы отказались признавать римскую власть, на протяжении 20 лет дважды отражали нападения римлян, совершали набеги на Аквилею, а в 51 до н. э. разграбили колонию Тергест (Триест).

## Эпоха гражданских войн
Власть римлян в Иллирии значительно ослабла в период гражданских войн 40-х годов до н. э. В гражданской войне 49—45 до н. э. римские колонии на адриатическом побережье поддержали Цезаря, а далматы и союзный греческий город Исса встали на сторону Помпея. Чтобы предотвратить вторжение помпеянцев в Италию и прикрыть Цизальпинскую Галлию от нападений иллирийских племён, Цезарь неоднократно направлял в Иллирик своих легатов. В 49 до н. э. туда был послан Гай Антоний, но легаты Помпея Марк Октавий и Луций Скрибоний Либон блокировали его на иллирийском острове Курикте и принудили к сдаче.
Летом 48 до н. э. в Иллирик был направлен с двумя легионами квестор с преторскими полномочиями Квинт Корнифиций. Он успешно действовал против отпавших племён, и взял много горных укреплений, но большой добычи в разорённой войной провинции захватить не удалось. После поражения при Фарсале Марк Октавий с флотом ушёл в Адриатику, где вступил в борьбу с Корнифицием. Цезарь приказал Авлу Габинию с легионами новобранцев (15 когорт и 3 тыс. всадников) идти из Италии на соединение с Корнифицием для борьбы с помпеянцами. Зимний поход Габиния окончился плачевно. Страдая от недостатка продовольствия, его войска были вынуждены нападать на далматинские поселения. Отступая после одного из таких набегов к Салоне, римляне были атакованы далматами и разбиты, потеряв 2 тыс. солдат, 38 центурионов и четырёх трибунов. Далматы захватили несколько римских знамён. Остатки римского войска укрылись в Салоне.
Затем в Иллирик из Брундизия прибыл Публий Ватиний с войском и флотом. После упорной борьбы ему удалось разбить Октавия и частично восстановить римский контроль над провинцией. Когда Цезарь в 45 до н. э. вернулся в Рим и начал подготовку к походу на даков и парфян, иллирийцы испугались, что по пути он расправится и с ними, а потому просили прощения за прошлые дела, и предлагали дружбу и союз. Цезарь выставил в качестве условий уплату подати и выдачу заложников. В Иллирик был послан Ватиний с тремя легионами и отрядом конницы. После убийства Цезаря племена вновь отказались повиноваться, а когда Ватиний пытался их принудить силой, напали на римлян и уничтожили пять когорт во главе с трибуном Бебием. Наместник с оставшимся войском укрылся в Эпидамне. В 44 до н. э. наместником Македонии и Иллирика был назначен Марк Брут, и Ватиний передал ему свои легионы. В 43 до н. э. эти войска были выведены из Иллирика для участия в новой гражданской войне, и провинция была оставлена разорённой и беззащитной. Иллирийцы отложились от Рима и нападали на прибрежные колонии.

## Покорение Иллирии
В ходе Иллирийской войны 35—33 до н. э. римляне восстановили контроль над далматинским побережьем, расширили свои владения в Иллирии и захватили часть южной Паннонии. В результате Паннонских походов были завоёваны значительная часть Иллирии и вся южная Паннония, а подавление Великого Иллирийского восстания окончательно закрепило эти территории за Римской империей. В 24 году провинция Иллирик была разделена на две части: Верхний Иллирик (Далмация) и Нижний Иллирик (Паннония).